# Joan Morales
Joan Morales Feliciano (Santurce, Puerto Rico; 8 de diciembre de 1988) es un futbolista puertorriqueño que juega como defensa. Actualmente milita en el Criollos de Caguas FC.

## Carrera
Morales ha jugado fútbol de club para Bayamón y Sevilla PR.
Hizo su debut internacional para Puerto Rico en 2010.